# Roue tourangelle 2016
La 15e édition de la Roue tourangelle a eu lieu le 24 avril 2016. La course fait partie du calendrier UCI Europe Tour 2016 en catégorie 1.1. C'est également la neuvième épreuve de la Coupe de France de cyclisme sur route 2016.
L'épreuve a été remportée lors d'un sprint à deux coureurs par le Français Samuel Dumoulin (AG2R La Mondiale) qui s'impose devant le Belge Olivier Pardini (Wallonie Bruxelles-Group Protect) et deux secondes devant son compatriote Julien Duval (Armée de Terre) qui lui finit quatre secondes devant un peloton d'une trentaine de coureurs.
Pour la Coupe de France, le Belge Baptiste Planckaert conserve la tête du classement individuel, le Français Clément Venturini (Cofidis) prend la tête de celui des jeunes et sa formation française Cofidis l'imite en prenant la tête du classement par équipes.

## Présentation

### Équipes
Classée en catégorie 1.1 de l'UCI Europe Tour, la Roue tourangelle est par conséquent ouverte aux WorldTeams dans la limite de 50 % des équipes participantes, aux équipes continentales professionnelles, aux équipes continentales et aux équipes nationales.
Vingt équipes participent à cette Roue tourangelle - deux WorldTeams, six équipes continentales professionnelles et douze équipes continentales :
| UCI WorldTeams   | UCI WorldTeams | UCI WorldTeams |
| Nom de l'équipe  | Pays           | Code           |
| ---------------- | -------------- | -------------- |
| AG2R La Mondiale | France         | ALM            |
| FDJ              | France         | FDJ            |

| Équipes continentales professionnelles | Équipes continentales professionnelles | Équipes continentales professionnelles |
| Nom de l'équipe                        | Pays                                   | Code                                   |
| -------------------------------------- | -------------------------------------- | -------------------------------------- |
| Caja Rural-Seguros RGA                 | Espagne                                | CJR                                    |
| Cofidis                                | France                                 | COF                                    |
| Delko-Marseille Provence-KTM           | France                                 | DMP                                    |
| Direct Énergie                         | France                                 | DEN                                    |
| Fortuneo-Vital Concept                 | France                                 | FVC                                    |
| Wanty-Groupe Gobert                    | Belgique                               | WGG                                    |

| Équipes continentales                 | Équipes continentales | Équipes continentales |
| Nom de l'équipe                       | Pays                  | Code                  |
| ------------------------------------- | --------------------- | --------------------- |
| 3M                                    | Belgique              | MMM                   |
| Armée de Terre                        | France                | ADT                   |
| Crelan-Vastgoedservice                | Belgique              | CRV                   |
| Differdange-Losch                     | Luxembourg            | CCD                   |
| Euskadi Basque Country-Murias         | Espagne               | EUS                   |
| HP BTP-Auber 93                       | France                | AUB                   |
| Kuota-Lotto                           | Allemagne             | TKG                   |
| Leopard                               | Luxembourg            | LPC                   |
| Metec-TKH-Mantel                      | Pays-Bas              | MET                   |
| Roubaix Métropole européenne de Lille | France                | RML                   |
| Vorarlberg                            | Autriche              | VOL                   |
| Wallonie Bruxelles-Group Protect      | Belgique              | WBC                   |

### Primes
Les vingt prix sont attribués suivant le barème de l'UCI,. Le total général des prix distribués est de 14 477 €.
| Position | 1er     | 2e      | 3e      | 4e    | 5e    | 6e    | 7e    | 8e    | 9e    | 10e à 20e |
| Prix     | 5 785 € | 2 895 € | 1 445 € | 715 € | 580 € | 433 € | 433 € | 287 € | 287 € | 147 €     |

## Classements

### Classement final
| Classement final | Classement final    | Classement final | Classement final                      | Classement final   |
|                  | Coureur             | Pays             | Équipe                                | Temps              |
| ---------------- | ------------------- | ---------------- | ------------------------------------- | ------------------ |
| 1er              | Samuel Dumoulin     | France           | AG2R La Mondiale                      | en 4 h 29 min 32 s |
| 2e               | Olivier Pardini     | Belgique         | Wallonie Bruxelles-Group Protect      | + 0 s              |
| 3e               | Julien Duval        | France           | Armée de Terre                        | + 2 s              |
| 4e               | Mickaël Delage      | France           | FDJ                                   | + 6 s              |
| 5e               | Baptiste Planckaert | Belgique         | Wallonie Bruxelles-Group Protect      | + 6 s              |
| 6e               | Clément Venturini   | France           | Cofidis                               | + 6 s              |
| 7e               | Hugo Hofstetter     | France           | Cofidis                               | + 6 s              |
| 8e               | Thomas Boudat       | France           | Direct Énergie                        | + 6 s              |
| 9e               | Rudy Barbier        | France           | Roubaix Métropole européenne de Lille | + 6 s              |
| 10e              | David Menut         | France           | HP BTP-Auber 93                       | + 6 s              |
| modifier         |                     |                  |                                       |                    |

### Classement de la Coupe de France

#### Classement individuel

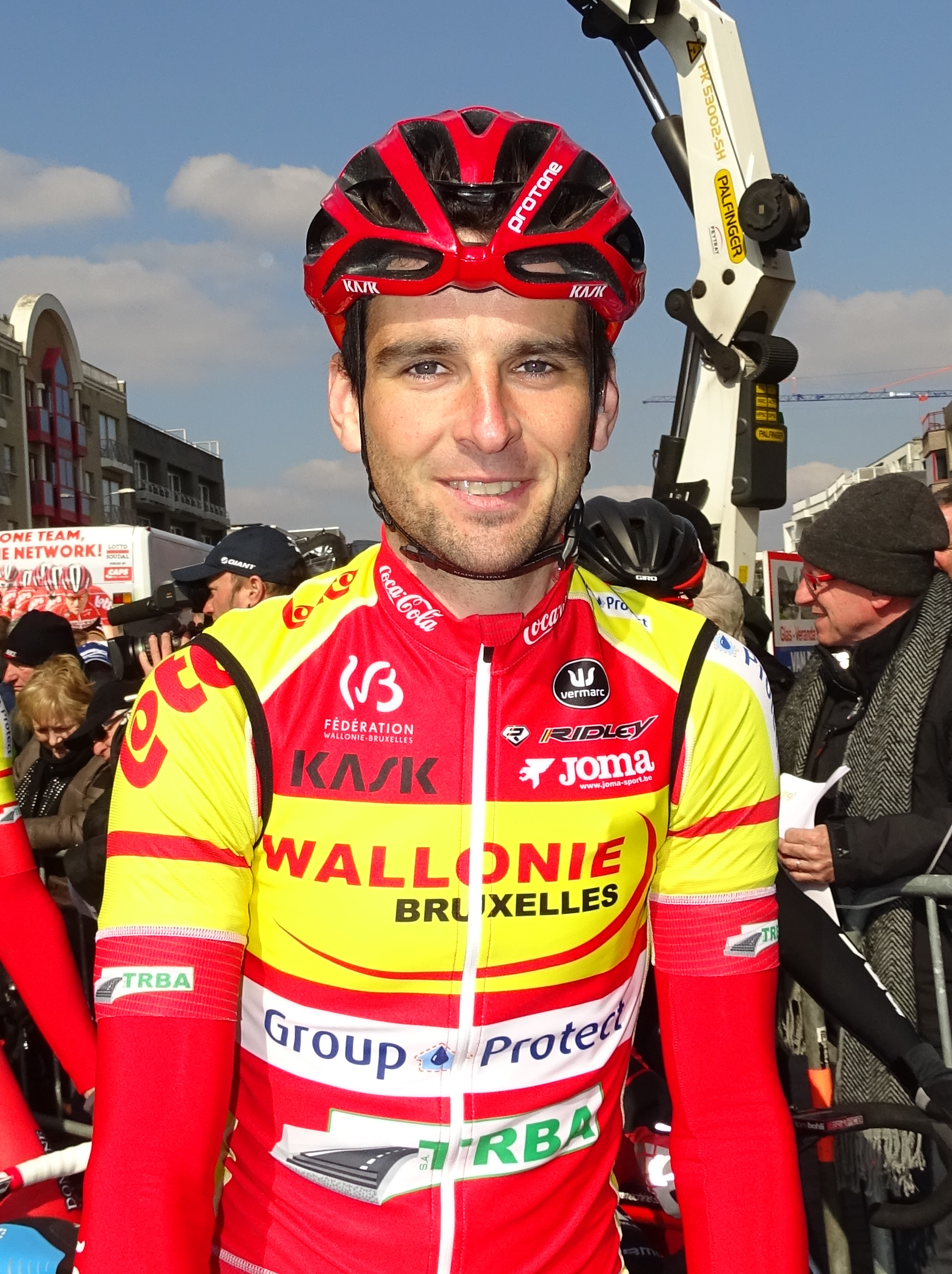
Baptiste Planckaert est le leader de la Coupe de France.

| Top dix de la Coupe de France à l'issue de la 9e manche | Top dix de la Coupe de France à l'issue de la 9e manche | Top dix de la Coupe de France à l'issue de la 9e manche | Top dix de la Coupe de France à l'issue de la 9e manche | Top dix de la Coupe de France à l'issue de la 9e manche |
| ------------------------------------------------------- | ------------------------------------------------------- | ------------------------------------------------------- | ------------------------------------------------------- | ------------------------------------------------------- |
|                                                         | Coureur                                                 | Pays                                                    | Équipe                                                  | Point(s)                                                |
| 1er                                                     | Baptiste Planckaert                                     | Belgique                                                | Wallonie Bruxelles-Group Protect                        | 194 points                                              |
| 2e                                                      | Samuel Dumoulin                                         | France                                                  | AG2R La Mondiale                                        | 133 pts                                                 |
| 3e                                                      | Clément Venturini                                       | France                                                  | Cofidis                                                 | 67 pts                                                  |
| 4e                                                      | Rudy Barbier                                            | France                                                  | Roubaix Métropole européenne de Lille                   | 66 pts                                                  |
| 5e                                                      | Bryan Coquard                                           | France                                                  | Direct Énergie                                          | 56 pts                                                  |
| 6e                                                      | Loïc Chetout                                            | France                                                  | Cofidis                                                 | 55 pts                                                  |
| 7e                                                      | Olivier Pardini                                         | Belgique                                                | Wallonie Bruxelles-Group Protect                        | 51 pts                                                  |
| 8e                                                      | Martin Mortensen                                        | Danemark                                                | ONE                                                     | 50 pts                                                  |
| 9e                                                      | Anthony Turgis                                          | France                                                  | Cofidis                                                 | 50 pts                                                  |
| 10e                                                     | Daniel McLay                                            | Royaume-Uni                                             | Fortuneo-Vital Concept                                  | 50 pts                                                  |
| modifier                                                |                                                         |                                                         |                                                         |                                                         |

#### Classement individuel des jeunes

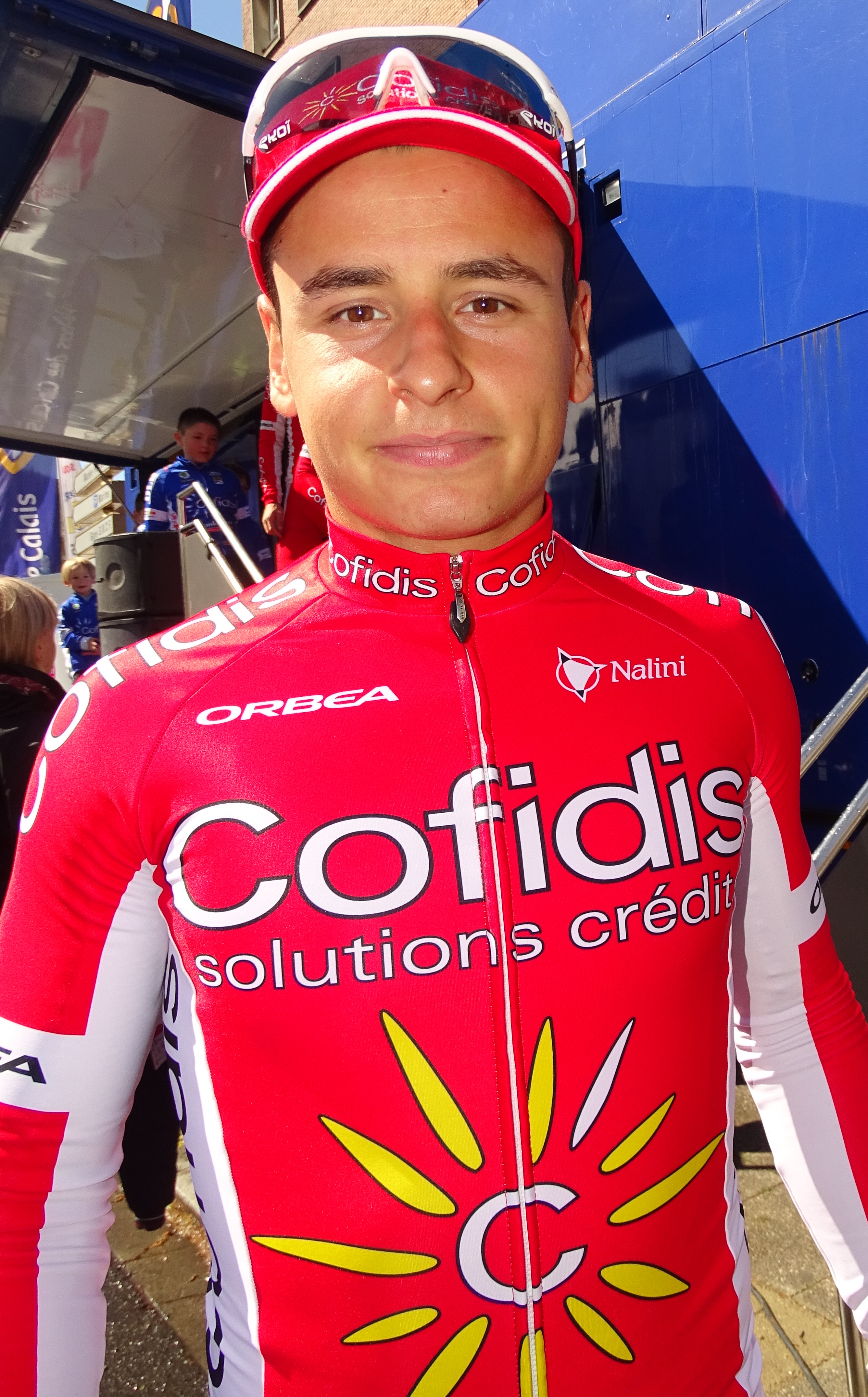
Clément Venturini est le leader de la Coupe de France des jeunes.

| Top dix de la Coupe de France à l'issue de la 9e manche | Top dix de la Coupe de France à l'issue de la 9e manche | Top dix de la Coupe de France à l'issue de la 9e manche | Top dix de la Coupe de France à l'issue de la 9e manche | Top dix de la Coupe de France à l'issue de la 9e manche |
| ------------------------------------------------------- | ------------------------------------------------------- | ------------------------------------------------------- | ------------------------------------------------------- | ------------------------------------------------------- |
|                                                         | Coureur                                                 | Pays                                                    | Équipe                                                  | Point(s)                                                |
| 1er                                                     | Clément Venturini                                       | France                                                  | Cofidis                                                 | 67 points                                               |
| 2e                                                      | Rudy Barbier                                            | France                                                  | Roubaix Métropole européenne de Lille                   | 66 pts                                                  |
| 3e                                                      | Bryan Coquard                                           | France                                                  | Direct Énergie                                          | 56 pts                                                  |
| 4e                                                      | Loïc Chetout                                            | France                                                  | Cofidis                                                 | 55 pts                                                  |
| 5e                                                      | Anthony Turgis                                          | France                                                  | Cofidis                                                 | 50 pts                                                  |
| 6e                                                      | Daniel McLay                                            | Royaume-Uni                                             | Fortuneo-Vital Concept                                  | 50 pts                                                  |
| 7e                                                      | Yannis Yssaad                                           | France                                                  | Armée de Terre                                          | 50 pts                                                  |
| 8e                                                      | Thomas Boudat                                           | France                                                  | Direct Énergie                                          | 47 pts                                                  |
| 9e                                                      | David Menut                                             | France                                                  | HP BTP-Auber 93                                         | 30 pts                                                  |
| 10e                                                     | Kévin Ledanois                                          | France                                                  | Fortuneo-Vital Concept                                  | 25 pts                                                  |
| modifier                                                |                                                         |                                                         |                                                         |                                                         |

#### Classement par équipes
| \| \| Top neuf de la Coupe de France à l'issue de la 9e manche[4] \| | \| \| Top neuf de la Coupe de France à l'issue de la 9e manche[4] \| | \| \| Top neuf de la Coupe de France à l'issue de la 9e manche[4] \| | \| \| Top neuf de la Coupe de France à l'issue de la 9e manche[4] \| |
| -------------------------------------------------------------------- | -------------------------------------------------------------------- | -------------------------------------------------------------------- | -------------------------------------------------------------------- |
|                                                                      | Équipe                                                               | Pays                                                                 | Point(s)                                                             |
| 1                                                                    | Cofidis                                                              | France                                                               | 53                                                                   |
| 2                                                                    | FDJ                                                                  | France                                                               | 51                                                                   |
| 3                                                                    | Armée de Terre                                                       | France                                                               | 51                                                                   |
| 4                                                                    | Fortuneo-Vital Concept                                               | France                                                               | 47                                                                   |
| 5                                                                    | HP BTP-Auber 93                                                      | France                                                               | 43                                                                   |
| 6                                                                    | AG2R La Mondiale                                                     | France                                                               | 41                                                                   |
| 7                                                                    | Roubaix Métropole européenne de Lille                                | France                                                               | 37                                                                   |
| 8                                                                    | Direct Énergie                                                       | France                                                               | 34                                                                   |
| 9                                                                    | Delko-Marseille Provence-KTM                                         | France                                                               | 31                                                                   |
|                                                                      | Top neuf de la Coupe de France à l'issue de la 9e manche             |                                                                      |                                                                      |

### UCI Europe Tour
Cette Roue tourangelle attribue des points pour l'UCI Europe Tour 2016, par équipes seulement aux coureurs des équipes continentales professionnelles et continentales, individuellement à tous les coureurs sauf ceux faisant partie d'une équipe ayant un label WorldTeam.
| Position           | 1er | 2e | 3e | 4e | 5e | 6e | 7e | 8e | 9e | 10e | 11e | 12e | 13e à 15e | 16e à 25e |
| Classement général | 125 | 85 | 70 | 60 | 50 | 40 | 35 | 30 | 25 | 20  | 15  | 10  | 5         | 3         |

## Liste des participants
- Liste de départ complète

| Légende | Légende                                                                    | Légende | Légende                                                    |
| ------- | -------------------------------------------------------------------------- | ------- | ---------------------------------------------------------- |
| Num     | Dossard de départ porté par le coureur sur cette Roue tourangelle          | Pos     | Position à l'arrivée de la course                          |
|         | Indique un maillot de champion national ou mondial, suivi de sa spécialité | NP      | Indique un coureur qui n'a pas pris le départ de la course |
| AB      | Indique un coureur qui n'a pas terminé la course                           | HD      | Indique un coureur qui a terminé la course hors des délais |

| FDJ                                 | FDJ                      | FDJ  |
| ----------------------------------- | ------------------------ | ---- |
| Num                                 | Coureur                  | Pos  |
| 1                                   | Lorrenzo Manzin (FRA)    | 19e  |
| 2                                   | Sébastien Chavanel (FRA) | 99e  |
| 3                                   | Arnaud Courteille (FRA)  | 100e |
| 4                                   | Mickaël Delage (FRA)     | 4e   |
| 5                                   | Jérémy Maison (FRA)      | 90e  |
| 6                                   | Marc Fournier (FRA)      | 102e |
| 7                                   | Yoann Offredo (FRA)      | 46e  |
| 8                                   | Marc Sarreau (FRA)       | 77e  |
| Directeur sportif : Jussi Veikkanen |                          |      |

| Cofidis COF                        | Cofidis COF               | Cofidis COF |
| ---------------------------------- | ------------------------- | ----------- |
| Num                                | Coureur                   | Pos         |
| 11                                 | Jonas Ahlstrand (SWE)     | 123e        |
| 12                                 | Jérôme Cousin (FRA)       | 124e        |
| 13                                 | Loïc Chetout (FRA)        | 16e         |
| 14                                 | Hugo Hofstetter (FRA)     | 7e          |
| 15                                 | Gert Jõeäär (EST) (Route) | 117e        |
| 16                                 | Anthony Perez (FRA)       | 101e        |
| 17                                 | Clément Venturini (FRA)   | 6e          |
| 18                                 |                           |             |
| Directeur sportif : Alain Deloeuil |                           |             |

| AG2R La Mondiale ALM           | AG2R La Mondiale ALM      | AG2R La Mondiale ALM |
| ------------------------------ | ------------------------- | -------------------- |
| Num                            | Coureur                   | Pos                  |
| 21                             | Julien Bérard (FRA)       | 51e                  |
| 22                             | Guillaume Bonnafond (FRA) | 63e                  |
| 23                             | Maxime Daniel (FRA)       | 35e                  |
| 24                             | Samuel Dumoulin (FRA)     | 1er                  |
| 25                             | Alexis Gougeard (FRA)     | 82e                  |
| 26                             | Quentin Jauregui (FRA)    | 122e                 |
| 27                             | Nico Denz (GER)           | 40e                  |
| 28                             |                           |                      |
| Directeur sportif : Gilles Mas |                           |                      |

| Direct Énergie DEN                   | Direct Énergie DEN       | Direct Énergie DEN |
| ------------------------------------ | ------------------------ | ------------------ |
| Num                                  | Coureur                  | Pos                |
| 31                                   | Thomas Boudat (FRA)      | 8e                 |
| 32                                   | Romain Guillemois (FRA)  | 118e               |
| 33                                   |                          |                    |
| 34                                   | Julien Morice (FRA)      | 83e                |
| 35                                   | Bryan Nauleau (FRA)      | AB                 |
| 36                                   | Alexandre Pichot (FRA)   | 57e                |
| 37                                   | Guillaume Thévenot (FRA) | 81e                |
| 38                                   |                          |                    |
| Directeur sportif : Benoît Génauzeau |                          |                    |

| Fortuneo-Vital Concept FVC        | Fortuneo-Vital Concept FVC  | Fortuneo-Vital Concept FVC |
| --------------------------------- | --------------------------- | -------------------------- |
| Num                               | Coureur                     | Pos                        |
| 41                                | Maxime Cam (FRA)            | 52e                        |
| 42                                | Benoît Jarrier (FRA)        | 68e                        |
| 43                                |                             |                            |
| 44                                |                             |                            |
| 45                                | Jonathan Hivert (FRA)       | AB                         |
| 46                                |                             |                            |
| 47                                | Steven Tronet (FRA) (Route) | 20e                        |
| 48                                | Boris Vallée (BEL)          | 48e                        |
| Directeur sportif : Denis Leproux |                             |                            |

| Delko-Marseille Provence-KTM DMP        | Delko-Marseille Provence-KTM DMP | Delko-Marseille Provence-KTM DMP |
| --------------------------------------- | -------------------------------- | -------------------------------- |
| Num                                     | Coureur                          | Pos                              |
| 51                                      | Leonardo Duque (COL)             | 21e                              |
| 52                                      | Delio Fernández (ESP)            | 78e                              |
| 53                                      | Romain Combaud (FRA)             | 24e                              |
| 54                                      | Benjamin Giraud (FRA)            | 32e                              |
| 55                                      | Julien El Fares (FRA)            | 69e                              |
| 56                                      |                                  |                                  |
| 57                                      | Yannick Martinez (FRA)           | 25e                              |
| 58                                      |                                  |                                  |
| Directeur sportif : Freddy Lecarpentier |                                  |                                  |

| Caja Rural-Seguros RGA CJR                | Caja Rural-Seguros RGA CJR  | Caja Rural-Seguros RGA CJR |
| ----------------------------------------- | --------------------------- | -------------------------- |
| Num                                       | Coureur                     | Pos                        |
| 61                                        |                             |                            |
| 62                                        | Hugh Carthy (GBR)           | 106e                       |
| 63                                        | Fabricio Ferrari (URU)      | 72e                        |
| 64                                        | Jonathan Lastra (ESP)       | 27e                        |
| 65                                        | Ángel Madrazo (ESP)         | 17e                        |
| 66                                        | Antonio Molina (ESP)        | 87e                        |
| 67                                        | Eduard Prades (ESP)         | 11e                        |
| 68                                        | Diego Rubio Hernández (ESP) | 55e                        |
| Directeur sportif : José Miguel Fernández |                             |                            |

| Wanty-Groupe Gobert WGG            | Wanty-Groupe Gobert WGG | Wanty-Groupe Gobert WGG |
| ---------------------------------- | ----------------------- | ----------------------- |
| Num                                | Coureur                 | Pos                     |
| 71                                 | Frederik Backaert (BEL) | 59e                     |
| 72                                 | Kenny Dehaes (BEL)      | 12e                     |
| 73                                 | Tom Devriendt (BEL)     | 67e                     |
| 74                                 | Boris Dron (BEL)        | AB                      |
| 75                                 | Roy Jans (BEL)          | AB                      |
| 76                                 | Danilo Napolitano (ITA) | 33e                     |
| 77                                 | Lander Seynaeve (BEL)   | 98e                     |
| 78                                 | Robin Stenuit (BEL)     | 66e                     |
| Directeur sportif : Steven De Neef |                         |                         |

| Roubaix Métropole européenne de Lille RML | Roubaix Métropole européenne de Lille RML | Roubaix Métropole européenne de Lille RML |
| ----------------------------------------- | ----------------------------------------- | ----------------------------------------- |
| Num                                       | Coureur                                   | Pos                                       |
| 81                                        | Maxime Vantomme (BEL)                     | 18e                                       |
| 82                                        | Rudy Barbier (FRA)                        | 9e                                        |
| 83                                        | Dieter Bouvry (BEL)                       | 64e                                       |
| 84                                        | Jérémy Leveau (FRA)                       | 53e                                       |
| 85                                        | Félix Pouilly (FRA)                       | 43e                                       |
| 86                                        | Louis Verhelst (BEL)                      | 97e                                       |
| 87                                        |                                           |                                           |
| 88                                        |                                           |                                           |
| Directeur sportif : Michel Dernies        |                                           |                                           |

| HP BTP-Auber 93 AUB                | HP BTP-Auber 93 AUB     | HP BTP-Auber 93 AUB |
| ---------------------------------- | ----------------------- | ------------------- |
| Num                                | Coureur                 | Pos                 |
| 91                                 | Théo Vimpère (FRA)      | 85e                 |
| 92                                 | Pierre Gouault (FRA)    | 38e                 |
| 93                                 | Anthony Maldonado (FRA) | 15e                 |
| 94                                 | Julien Guay (FRA)       | 65e                 |
| 95                                 |                         |                     |
| 96                                 |                         |                     |
| 97                                 | David Menut (FRA)       | 10e                 |
| 98                                 | Maxime Renault (FRA)    | 36e                 |
| Directeur sportif : Stephan Gaudry |                         |                     |

| Armée de Terre ADT               | Armée de Terre ADT      | Armée de Terre ADT |
| -------------------------------- | ----------------------- | ------------------ |
| Num                              | Coureur                 | Pos                |
| 101                              | Stéphane Poulhiès (FRA) | 26e                |
| 102                              | Alexis Bodiot (FRA)     | 31e                |
| 103                              | Julien Duval (FRA)      | 3e                 |
| 104                              | Yann Guyot (FRA)        | 74e                |
| 105                              | Kévin Lebreton (FRA)    | 84e                |
| 106                              | Thibault Ferasse (FRA)  | 127e               |
| 107                              | Benoît Sinner (FRA)     | 116e               |
| 108                              | Yannis Yssaad (FRA)     | 49e                |
| Directeur sportif : Cédric Barre |                         |                    |

| Wallonie Bruxelles-Group Protect WBC | Wallonie Bruxelles-Group Protect WBC | Wallonie Bruxelles-Group Protect WBC |
| ------------------------------------ | ------------------------------------ | ------------------------------------ |
| Num                                  | Coureur                              | Pos                                  |
| 111                                  | Olivier Pardini (BEL)                | 2e                                   |
| 112                                  | Grégory Habeaux (BEL)                | 34e                                  |
| 113                                  | Olivier Chevalier (BEL)              | 58e                                  |
| 114                                  | Julien Stassen (BEL)                 | 89e                                  |
| 115                                  | Ludwig De Winter (BEL)               | 125e                                 |
| 116                                  | Jimmy Duquennoy (BEL)                | 88e                                  |
| 117                                  | Thomas Deruette (BEL)                | 76e                                  |
| 118                                  | Baptiste Planckaert (BEL)            | 5e                                   |
| Directeur sportif : Olivier Kaisen   |                                      |                                      |

| Euskadi Basque Country-Murias EUS | Euskadi Basque Country-Murias EUS | Euskadi Basque Country-Murias EUS |
| --------------------------------- | --------------------------------- | --------------------------------- |
| Num                               | Coureur                           | Pos                               |
| 121                               | Garikoitz Bravo (ESP)             | 91e                               |
| 122                               | Ander Barrenetxea (ESP)           | 121e                              |
| 123                               | Alex Aranburu (ESP)               | 37e                               |
| 124                               | Mikel Bizkarra (ESP)              | 86e                               |
| 125                               | Eneko Lizarralde (ESP)            | 128e                              |
| 126                               | Aitor González Prieto (ESP)       | 73e                               |
| 127                               | Beñat Txoperena (ESP)             | 93e                               |
| 128                               |                                   |                                   |
| Directeur sportif : Jon Odriozola |                                   |                                   |

| Vorarlberg VOL                    | Vorarlberg VOL          | Vorarlberg VOL |
| --------------------------------- | ----------------------- | -------------- |
| Num                               | Coureur                 | Pos            |
| 131                               | Sérgio Sousa (POR)      | 42e            |
| 132                               | Clément Koretzky (FRA)  | 115e           |
| 133                               | Patrick Schelling (SUI) | 62e            |
| 134                               | Patrick Jäger (AUT)     | 61e            |
| 135                               | Manuel Schreiber (AUT)  | 119e           |
| 136                               | Francesc Zurita (ESP)   | 14e            |
| 137                               | Manuel Porzner (GER)    | 114e           |
| 138                               |                         |                |
| Directeur sportif : Werner Salmen |                         |                |

| Kuota-Lotto TKG                    | Kuota-Lotto TKG           | Kuota-Lotto TKG |
| ---------------------------------- | ------------------------- | --------------- |
| Num                                | Coureur                   | Pos             |
| 141                                | Marcel Meisen (GER)       | 50e             |
| 142                                | Christopher Hatz (GER)    | 80e             |
| 143                                | Raphael Freienstein (GER) | 47e             |
| 144                                | Dario Rapps (GER)         | 107e            |
| 145                                | Tobias Knaup (GER)        | 120e            |
| 146                                | Frederik Dombrowski (GER) | 130e            |
| 147                                | Felix Drumm (GER)         | 111e            |
| 148                                | Lukas Löer (GER)          | 110e            |
| Directeur sportif : Detlef Kurzweg |                           |                 |

| Crelan-Vastgoedservice CRV         | Crelan-Vastgoedservice CRV | Crelan-Vastgoedservice CRV |
| ---------------------------------- | -------------------------- | -------------------------- |
| Num                                | Coureur                    | Pos                        |
| 151                                | David Boucher (FRA)        | AB                         |
| 152                                | Pieter Jacobs (BEL)        | 39e                        |
| 153                                | Dennis Coenen (BEL)        | 44e                        |
| 154                                | Timothy Stevens (BEL)      | 129e                       |
| 155                                | Rob Ruijgh (NED)           | 23e                        |
| 156                                | Xandro Meurisse (BEL)      | 60e                        |
| 157                                | Gerry Druyts (BEL)         | 13e                        |
| 158                                | Alexander Geuens (BEL)     | 71e                        |
| Directeur sportif : Kevin Hulsmans |                            |                            |

| Metec-TKH-Mantel MET                     | Metec-TKH-Mantel MET     | Metec-TKH-Mantel MET |
| ---------------------------------------- | ------------------------ | -------------------- |
| Num                                      | Coureur                  | Pos                  |
| 161                                      |                          |                      |
| 162                                      | Jarno Gmelich (NED)      | 94e                  |
| 163                                      | Dries Hollanders (BEL)   | 79e                  |
| 164                                      | Sjoerd Kouwenhoven (NED) | 109e                 |
| 165                                      | Stef Krul (NED)          | 92e                  |
| 166                                      | Oscar Riesebeek (NED)    | 29e                  |
| 167                                      |                          |                      |
| 168                                      | Jordy van Loon (NED)     | 105e                 |
| Directeur sportif : Adri van Houwelingen |                          |                      |

| Differdange-Losch CCD           | Differdange-Losch CCD   | Differdange-Losch CCD |
| ------------------------------- | ----------------------- | --------------------- |
| Num                             | Coureur                 | Pos                   |
| 171                             | Wayne Stijns (NED)      | 103e                  |
| 172                             | Pontus Kastemyr (SWE)   | 96e                   |
| 173                             | Cedric Raymackers (BEL) | 70e                   |
| 174                             | Krisztián Lovassy (HUN) | 41e                   |
| 175                             | Jan Petelin (LUX)       | 108e                  |
| 176                             | Gabriel Reguero (ESP)   | 54e                   |
| 177                             | Alliaume Leblond (FRA)  | AB                    |
| 178                             | Gediminas Kaupas (LTU)  | AB                    |
| Directeur sportif : Marc Godart |                         |                       |

| Leopard LPC                           | Leopard LPC              | Leopard LPC |
| ------------------------------------- | ------------------------ | ----------- |
| Num                                   | Coureur                  | Pos         |
| 181                                   | Jan Brockhoff (GER)      | 28e         |
| 182                                   |                          |             |
| 183                                   | Massimo Morabito (LUX)   | 112e        |
| 184                                   | Patrick Olesen (DEN)     | AB          |
| 185                                   |                          |             |
| 186                                   | Fábio Silvestre (POR)    | 113e        |
| 187                                   | Laurent Vanden Bak (BEL) | AB          |
| 188                                   | Tom Wirtgen (LUX)        | 56e         |
| Directeur sportif : Florian Salzinger |                          |             |

| 3M MMM                              | 3M MMM               | 3M MMM |
| ----------------------------------- | -------------------- | ------ |
| Num                                 | Coureur              | Pos    |
| 191                                 | Jaap de Man (NED)    | 45e    |
| 192                                 | Gertjan De Vos (BEL) | 126e   |
| 193                                 | Laurent Évrard (BEL) | 22e    |
| 194                                 | Jimmy Janssens (BEL) | 75e    |
| 195                                 | Piotr Havik (NED)    | 30e    |
| 196                                 | Jelle Goderis (BEL)  | 104e   |
| 197                                 | Dick Janssen (NED)   | 95e    |
| 198                                 |                      |        |
| Directeur sportif : Bernard Moerman |                      |        |